# The Love Thieves
The Love Thieves este o piesă a formației britanice Depeche Mode. Piesa a apărut pe albumul Ultra, în 1997.